# Ryosuke Matsuoka
Ryosuke Matsuoka (松岡 亮輔 Matsuoka Ryosuke?, nacido el 23 de octubre de 1984 en Hyogo) es un futbolista japonés que se desempeña como centrocampista.

## Trayectoria

### Clubes
| Club              | País  | Año         |
| ----------------- | ----- | ----------- |
| Vissel Kobe       | Japón | 2007 - 2011 |
| Júbilo Iwata      | Japón | 2012 - 2013 |
| Montedio Yamagata | Japón | 2014 -      |

## Estadística de carrera

### J. League
| Club              | Año   | J. League | J. League | Copa J. League | Copa J. League | Total | Total |
| Club              | Año   | Part.     | Goles     | Part.          | Goles          | Part. | Goles |
| ----------------- | ----- | --------- | --------- | -------------- | -------------- | ----- | ----- |
| Vissel Kobe       | 2007  | 0         | 0         | 0              | 0              | 0     | 0     |
| Vissel Kobe       | 2008  | 28        | 0         | 6              | 0              | 34    | 0     |
| Vissel Kobe       | 2009  | 29        | 1         | 5              | 0              | 34    | 1     |
| Vissel Kobe       | 2010  | 23        | 1         | 5              | 0              | 28    | 1     |
| Vissel Kobe       | 2011  | 22        | 2         | 2              | 0              | 24    | 2     |
| Júbilo Iwata      | 2012  | 1         | 0         | 2              | 1              | 3     | 1     |
| Júbilo Iwata      | 2013  | 5         | 0         | 1              | 0              | 6     | 0     |
| Montedio Yamagata | 2014  | 34        | 1         | -              | -              | 34    | 1     |
| Montedio Yamagata | 2015  | 16        | 0         | 2              | 1              | 18    | 1     |
| Montedio Yamagata | 2016  | 27        | 2         | -              | -              | 27    | 2     |
| Montedio Yamagata | 2017  | 12        | 0         | -              | -              | 12    | 0     |
| Total             | Total | 197       | 7         | 23             | 2              | 220   | 9     |